# 猫田勝敏
猫田 勝敏（ねこだ かつとし、1944年2月1日 - 1983年9月4日）は、日本の元男子バレーボール選手。広島県広島市安佐南区古市（旧・安佐郡古市町）出身。

## 人物
1964年東京オリンピックから1976年モントリオールオリンピックまで、4大会連続でオリンピック出場（日本のバレー男子選手で最多）を果たし、金・銀・銅の3個のメダルを獲得、「世界一のセッター」と称された。また、そのトスの正確さから、当時世に知られ始めたばかりのコンピュータから名を取って「日本のコンピュータ猫田」とも呼ばれた。
情報誌『imidas2001』（集英社）の「20世紀を創った人々550」では、バレーボールの分野で前田豊、大松博文と並んで3人のうちの1人に数えられた。
日本バレーボール協会の「バレーボール栄誉選手賞」受賞。国際バレーボール連盟の「世界バレーボール20世紀の最優秀賞特別賞」受賞。
努力家であり人格者でもあり、生涯をバレーボールに費やした。奇策「天井サーブ」を編み出したことでも知られる。練習、合宿、遠征、試合の連続で家族を顧みることも出来なかったが、それを思ってか胃癌に侵された際の闘病中に「かあちゃん、すまん」という言葉を残した。幻覚症状の出た死の直前の病床でも、ブロックサインを出し続けたといわれる。最期の言葉は「後1本……、後1本……」であったという。
自身の従妹の息子は、プレミアリーグのパナソニックパンサーズでプレーし、後にビーチバレーに転向した今井啓介である。

## 来歴
猫田が生まれ育った広島県安佐郡古市町（現・広島市安佐南区）は、古くからバレーボールが盛んな土地柄で、両親がバレーボールに打ち込んでいたこともあって、広島市立古市小学校に入ると自然にバレーボールを始める。広島市立安佐中学校時代では、9人制でセンターを務めていた。当時は9人制から6人制へ移行する端境期であったが、崇徳高校に進学後、当時の監督の稲葉正文に、セッターとしての素質を見出される。1959年（昭和34年）1年生の時に、国体高校男子で優勝を果たす。
1962年（昭和37年）、高校卒業後、地元の日本専売公社広島地方局（現日本たばこ産業広島支店）に入社。専売広島男子排球部（現広島サンダーズ）に入部した。直後に、当時の全日本男子監督、松平康隆の目にとまる。
同年12月、18歳で初めて全日本に選出される。松平康隆は「猫田君がいなかったら、私は世界一を目指さなかったかもしれない」と述べている。松平は1972年のミュンヘンオリンピックで金メダルを取れるチームを作ると誓い、1年のうち、9ヶ月を全日本の合宿に費やした。
1964年（昭和39年）、20歳で東京オリンピックに出場し、銅メダルを獲得する。日本が先鞭をつけたさまざまなクイック、時間差攻撃は、猫田を抜きにしては語れない。オープン攻撃一本やりのバレーボールに革命を起こしたのが猫田だった。以降、猫田は全日本の正セッターとして不動の地位を築いていく。
1968年（昭和43年）、再び松平監督の下で、メキシコオリンピックで銀メダルを獲得。
1971年（昭和46年）9月、翌年にミュンヘンオリンピックが迫っていた中、試合中に西本哲雄と接触し右腕複雑骨折をしてしまう。猫田抜きで金メダル獲得は有り得ず、病院に駆け付けた松平は猫田の顔を見るなり、思わず「何やってんだ、バカ野郎！」と怒鳴った。
1972年（昭和47年）6月、オリンピック出場が危ぶまれていたが、約8ヶ月のリハビリ生活の末に、NHK杯で試合に復帰する。オリンピック開幕2ヶ月前だった。これには、東京体育館に詰めかけた観客から大きな拍手が起こった。当時、全日本男子をモデルにした『ミュンヘンへの道』（TBS）が大人気で、国民のバレーボールに対する関心も高かった。試合後、取材を受けた松平は「猫田が戻ってきた」と興奮して話した。
同年8月、ミュンヘンオリンピックで念願の金メダルを獲得、日本バレーを世界の頂点に導いた。
1974年（昭和49年）、所属の専売広島で選手兼任監督に就任。
1976年（昭和51年）、モントリオールオリンピックに出場、4大会連続日本代表となったが、惜しくも4位入賞に留まり4大会連続メダル獲得はならなかった。尚開会式では日本選手団の旗手も務めた。
1980年（昭和55年）、ブルガリアで開催されたモスクワオリンピック最終予選で日本代表は五輪落選となる。同大会を最後に現役を引退して専売広島の監督に専念。
1981年（昭和56年）、胃癌に蝕まれていることが判明（本人には告知せず）。摘出手術を行うもその後入退院を繰り返す。
1983年（昭和58年）9月4日、死去。39歳没。

## エピソード

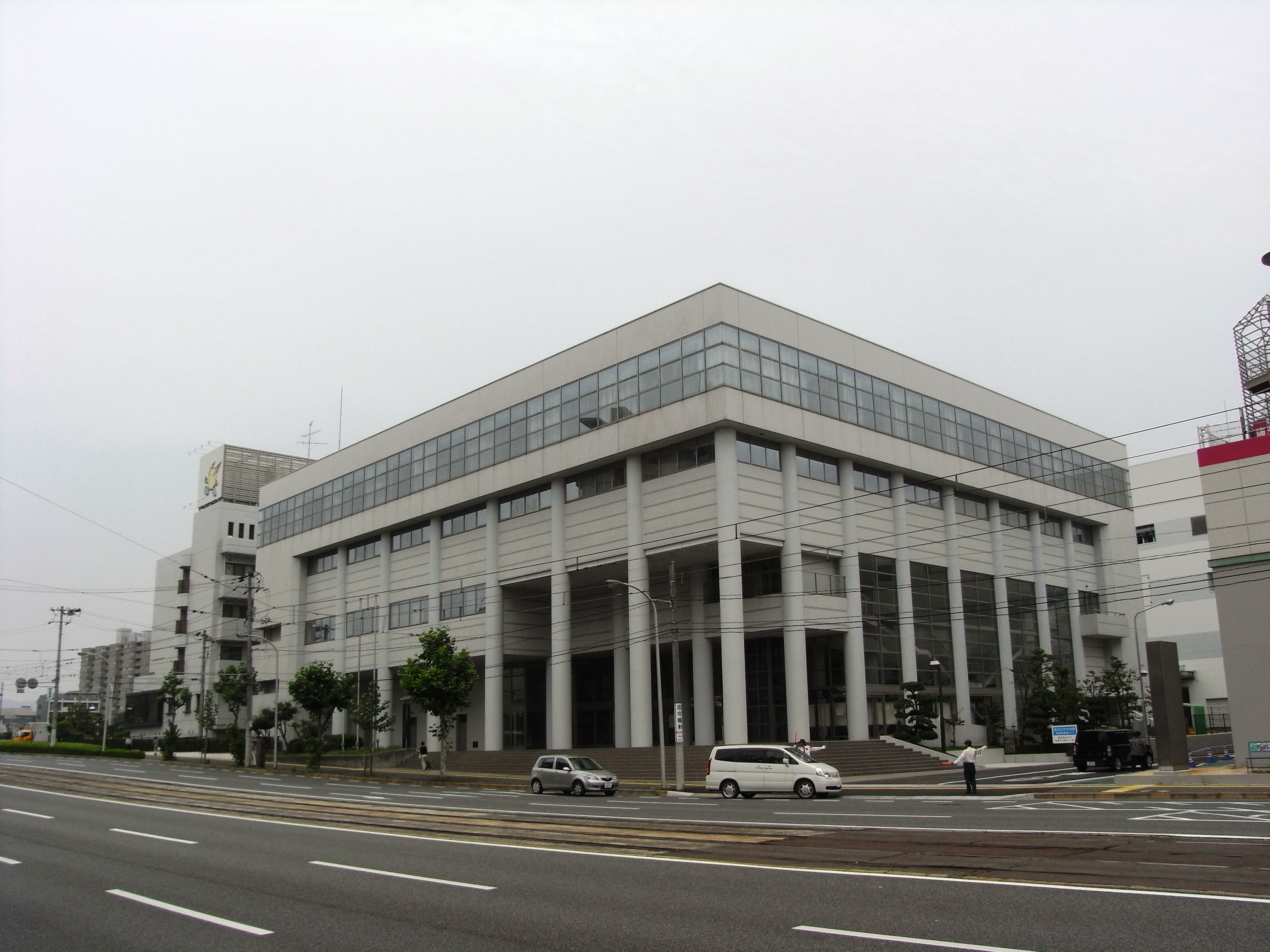
猫田記念体育館

- 没後、盟友の大古誠司は「全盛期、全日本が負けると『セッターの猫田の責任だ』とマスコミに叩かれ、大勝すると『攻撃陣大活躍』という活字が新聞に踊ったが、当時のメンバーだけは知っている。負けたのは全部アタッカーのミスで、勝った試合は全部猫田のトスのおかげだ」と語った。
- アテネオリンピック全日本男子監督・田中幹保は「猫田さんが生きていれば、男子もこんなに弱くならなかったと思う」と話した[11]。1976年モントリオールオリンピックでセッターのライバルになった柳本晶一は「一生勝てないと思った」と話している[4][11]。2008年、下村英士は「今の全日本に猫田さんがいれば、五輪で金メダルを取れる」と断言した[11]。
- 奇策「天井サーブ」はミュンヘンオリンピック後に新たな武器が必要だなと、崇徳高校時代の9人制で屋外の運動場で練習をしていたとき、思い切り空に向けて滞空時間の長いサーブを打っていたことを思い出して取り入れたもの[4]。
- 所属の専売広島（現JTサンダーズ）では、1974年から選手兼任監督としてプレーし、1980年に現役を引退して監督に専念した[10]。亡くなる1983年まで約8年監督を続けたが、監督在任中、日本リーグで2位二回（第7回、第12回）。第9回はリーグ最下位を経験。全日本のセッターとして17年間活躍したが「わしにとって、世界一より日本一の方が難しいかもしれん」が口癖だったといわれる[10]。セッターの後継者として大阪商大高校のセッター・眞鍋政義に早くから目を付け、眞鍋の両親から大学卒業後に専売広島入りの約束を取り付けていたが、眞鍋が大学二年のとき、猫田が亡くなり眞鍋は新日鐵入りした[10]。
- 酒豪、それも底なしだった[12]。
- 1989年（平成元年）、偉業を記念して猫田記念体育館が広島市に完成した。館内には、猫田の活躍を紹介するギャラリーがある。
- 2003年（平成15年）、没後20年目にJTサンダーズは公式戦会場に「猫田シート」を設置し、親子ペアを招待している[13]。
- 2007年（平成19年）、没後25年目に広島県スポーツ少年団バレーボール交歓大会小学生の部に「猫田メモリアルベストセッター賞」という記念賞ができた[14]。
- 2021年（令和3年）、妻が聖火リレーのランナーとして2020年の予定だった東京オリンピックが1年延期、5月17日に公道で行う予定が中止、代わりに広島平和公園でトーチキスに参加した[15]。
- 2023年、バレーボール殿堂入りを果たした[16]。

## 球歴
- 全日本代表としての主な国際大会出場歴
  - オリンピック - 1964年、1968年、1972年、1976年
  - 世界選手権 - 1966年、1970年、1974年、1978年
  - ワールドカップ - 1965年、1969年、1977年

## 受賞歴
- 1967年 - 第1回日本リーグ ベスト6
- 1969年 - 第2回日本リーグ ベスト6・レシーブ賞
- 1969年 - 第2回ワールドカップ ベストセッター賞
- 1970年 - 第3回日本リーグ ベスト6
- 1970年 - 第7回世界選手権 ベスト6
- 1971年 - 第4回日本リーグ ベスト6
- 1973年 - 第6回日本リーグ レシーブ賞
- 1974年 - 第7回日本リーグ ベスト6・レシーブ賞
- 1975年 - 第8回日本リーグ ベスト6
- 1977年 - 第3回ワールドカップ トス賞
- 1980年 - 日本バレーボール協会 バレーボール栄誉選手賞
- 1983年 - 銀杯一組（遺族追贈）[17]
- 1993年 - 中華人民共和国 オリンピック百年百傑
- 2001年 - 国際バレーボール連盟 世界バレーボール20世紀の最優秀賞特別賞
- 2023年 - バレーボール殿堂

## 所属チーム
- 広島市立古市小学校
- 広島市立安佐中学校
- 崇徳高等学校
- 専売広島（現広島サンダーズ）

## 著書
- 『直伝・猫田勝敏の名人芸トス』日本文化出版 （1983年8月発行）ISBN 4931033350

## 関連文献
- 『父さん、お帰りなさい－私の猫田勝敏－』猫田禮子 日本文化出版（1984年1月発行）ISBN 4931033423
- 『猫田は生きている』小泉志津男 笠倉出版社（1984年1月発行） 1部：ISBN 4905587948、2部：ISBN 4905587956
- 『かあちゃん、すまん』徳丸壮也 講談社（1984年1月発行）ISBN 4062011174

新聞
- 奈島宏樹『連載＜伝説＞ ースポーツ・芸能・社会...日本を彩った者たちー 世界一のセッター 猫田勝敏』日刊スポーツ、2008年5月13日(1)～5月24日(10)。

TV
- 『アニメドキュメント ミュンヘンへの道』（1972、TBS）
- 『父さんお帰りなさい　～不滅の名セッター猫田に捧げる妻からの金メダル～』 （TBS）
  - 1984年ロサンゼルスオリンピック特別企画ドラマとして、1984年7月3日と7月10日の2週にわたり放送された。 猫田を田村亮が演じ、夫人は梶芽衣子が演じた[18]。第2回ATP賞ベスト20番組
- 『猫田勝敏』知ってるつもり?!（1990年、日本テレビ）
- 『猫田勝敏・かあちゃんすまん』驚きももの木20世紀（1996年、朝日放送）
- 『Vの嵐』第4話（1999年、フジテレビ）
- 『前略、礼子へ～猫田勝敏、家族への手紙～』（2003年、テレビ新広島）